# جریان کوئت
در مباحث دینامیک سیالات، جریان کوئت جریان آرامی از سیالی لزج بین فضای دو صفحه موازی بسیار بزرگ است که یکی از صفحات نسبت به دیگری حرکت می‌کند. جریان بر اثر نیروی دراگ اعمال شده بر سیال و پدید آمدن گرادیان فشاری موازی صفحات، حرکت می‌کند. این نوع از جریان به پاس قدردانی از موریس ماری آلفرد کوئت، استاد رشته فیزیک دانشگاه فرانسوی آنژه در اواخر قرن نوزدهم، به این نام خوانده می‌شود.

## طرح‌واره ساده مفهومی جریان

طرح‌واره ساده مفهومی جریان کوئت بین دو صفحه موازی

### شرح ریاضیاتی
جریان کوئت اغلب در درس‌های دوره کارشناسی رشته‌های فیزیک و مهندسی برای تفهیم حرکت سیال بر اثر نیروی محرکه تنشی، مطرح می‌شود. ساده‌ترین طرح‌واره مفهومی را می‌توان با در نظر گرفتن دو صفحه موازی و بسیار بزرگ که به فاصله h از هم قرار دارند، بیان کرد. یکی از صفحات (صفحه فوقانی) با سرعت ثابت u0 در صفحه خود دارای حرکت انتقالی محض است. با صرف نظر از گرادیان‌های فشاری، شکل ساده شده معادله ناویر-استوکس این گونه است:
{\displaystyle {\frac {d^{2}u}{dy^{2}}}=0}
در معادله بالا y مؤلفه عمود بر صفحات است و (u(y بیان‌گر مؤلفه عمودی توزیع سرعت افقی سیال است. این معادله با این فرض به دست آمده است که جریان یک بعدی است. در واقع، تنها یکی از سه مؤلفه اصلی سرعت (u, v، w) در نظر گرفته شده است که این فرض اساسی و البته دور از واقعیت است؛ ولی برای آن که معادلات ساده‌تر و قابل فهم‌تر باشند و بیش‌ترین تکیه بر مفاهیم فیزیکی مسئله معطوف شود، چنین فرضی شده است. اگر نقطه شروع محور y را از سطح صفحه تحتانی فرض کنیم، آنگاه شرایط مرزی u(0) = ۰ و u(h) = u0 خواهد بود. با دو بار انتگرال‌گیری از معادله حاکم، جواب نهایی توزیع سرعت این گونه است:
{\displaystyle u(y)=u_{0}{\frac {y}{h}}}

### تنش برشی ثابت
یکی از فرضیات اساسی در به دست آوردن چنین مدلی این است که تنش برشی در طول جریان ثابت است. در واقع مشتق اول سرعت نسبت به y که همان تنش برشی است ثابت خواهد بود. این فرضی اساسی است که در هنگام ساده‌سازی معادله ناویر-استوکس اعمال شده و در نهایت نیز نتیجه حل آن را تأیید می‌کند (خط راست شیب‌داری که در تصویر مشخص شده است، بیان‌گر ثابت بودن گرادیان سرعت و در نتیجه تنش برشی است). البته لازم است ذکر شود که در این مدل سیال، نیوتنی فرض شده است و با توجه به قانون لزجت نیوتون، تنش برشی برای سیال نیوتنی در جریان آرام برابر حاصل ضرب لزجت در گرادیان سرعتی است.

## جریان کوئت همراه با گرادیان فشار
مدل جریان کوئت با در نظر گرفتن گرادیان فشاری، شکل کلی‌تری پیدا می‌کند. معادله ناویر-استوکس در این حالت به این گونه خواهد بود:
{\displaystyle {\frac {d^{2}u}{dy^{2}}}={\frac {1}{\mu }}{\frac {dp}{dx}},}
در معادله بالا {\displaystyle dp\!/\!dx} گرادیان فشاری موازی صفحات و {\displaystyle \mu } لزجت سیال است. با دو بار انتگرال‌گیری از معادله و اعمال شرایط مرزی (مانند قبل) جواب دقیق زیر را به دست می‌آید:
{\displaystyle u(y)=u_{0}{\frac {y}{h}}+{\frac {1}{2\mu }}\left({\frac {dp}{dx}}\right)\left(y^{2}-hy\right).}
شکل نهایی توزیع سرعت وابسته به گرادیان فشاری یا گروه بی‌بعد P خواهد بود:
{\displaystyle P=-{\frac {h^{2}}{2\mu u_{0}}}\left({\frac {dp}{dx}}\right).}
گرادیان فشاری ممکن است مثبت باشد (گرادیان فشار نامطلوب) یا ممکن است منفی باشد (گرادیان فشار مطلوب).
همچنین در شرایط خاصی که هر دو صفحه نسبت به هم ساکن باشند، از این نوع جریان با نام جریان پوآزی یاد می‌شود که در آن توزیع سرعت سهمی متقارنی نسبت به صفحه فرضی میان دو صفحه خواهد بود.

## مدل ایده‌آل تیلور
مدل نشان داده شده در تصویر بالا، در عمل مدلی دست‌یافتنی نیست؛ چرا که هیچ‌گاه دو صفحه ادامه‌دار تا بی‌نهایت که جریان را در بر بگیرد نمی‌تواند وجود داشته باشد. سر جئوفری تیلور دانشمندی بود که بر روی جریان‌هایی که تنش برشی عامل حرکت‌شان بود و بر اثر حرکت دورانی دو استوانه هم‌مرکز پدید می‌آمد، تحقیق می‌کرد. در مقاله‌ای از وی در سال ۱۹۲۳، تیلور گزارش کرد که نتایج ریاضیاتی (که پیش‌تر توسط استوکس در سال ۱۸۴۵ شروع شده بود) نشان می‌دهند که جریان تا حدی چرخشی شده است و توزیع سرعت به این شکل باید در نظر گرفته شود:
{\displaystyle u(r)=C_{1}r+{\frac {C_{2}}{r}},}
در معادله بالا C1 و C2 ثابت‌هایی هستند که به سرعت چرخش استوانه‌ها بستگی دارد (r به جای y به علت تغییر دستگاه مختصاتی از کارتزینی به استوانه‌ای تغییر یافته است). از معادله بالا می‌توان فهمید که آثار منحنی بودن سطح دیگر امکان ثابت ماندن تنش برشی را در سرتاسر جریان ممکن نمی‌کند. این مدل ضعف‌هایی از جمله در نشان دادن آثار نزدیک دیوار داشت. هرچند که با بیش‌تر کردن طول استوانه‌ها و کاستن از فاصله میانشان این ضعف‌ها قابل چشم‌پوشی بود. پس از این مدل، سایر مدل‌هایی با توسعه دادن فرضیات تیلور ارائه شد. برای مثال در مدلی که فرایند شروع جریان و وابستگی آن به زمان را بررسی می‌کرد، نتایج در قالب توابع بسل ارائه شدند.

### مدل با طول محدود
از مدل تیلور و جواب‌های آن برای بررسی تجهیزات سیالاتی استوانه‌ای که منحنی بودن در ذات و ماهیت‌شان وجود دارد برای ایجاد جریان کوئت استفاده می‌شود؛ ولی مشکل طول بی‌نهایت تجهیزات همواره مسئله‌ای اساسی بوده است. در سال‌های بعد، یک مدل تکمیلی و با طول محدود ارائه شد ولی در این مدل منحنی دیواره‌ها در نظر گرفته نشده بود. در طرح‌واره ساده نشان داده شده، شاید بتوان فرض کرد که صفحه ساکن و صفحه در حال حرکت به مانند دو استوانه با شعاع‌های خیلی بزرگ هستند. شعاع‌های آن دو را {\displaystyle R_{1}} و {\displaystyle R_{2}} می‌نامیم و {\displaystyle R_{2}} اندکی بزرگ‌تر از {\displaystyle R_{1}} است. در این حالت می‌توان از منحنی بودن دیواره‌ها صرف نظر کرد. ریاضی فیزیک‌دانی به نام راتیپ برکر گزارش کرد که حل ریاضیاتی برای چنین وضعیتی، منجر به رسیدن به بسط‌های مثلثاتی خواهد شد.

## نتایج وندل برای تجهیزات سیالاتی
تجهیزات واقعی دارای دو استوانه هم‌مرکز که برای تولید جریان کوئت استفاده می‌شوند، هم دیواره‌هایی با انحنا دارند و هم طول‌شان محدود است و محدود بودن طول باعث افزایش نیروی دراگ در طول دیواره خواهد شد. نتایج ریاضیاتی برای هر دوی این محدودیت‌ها، اخیراً توسط میشائل وندل ارائه شده است. نتایج او منجر به ارائه مدلی تعمیم‌یافته و هیپربولیک از توابع بسل نوع اول شده است.